# Quatre dones i el sol
Quatre dones i el sol és una obra de teatre escrita el 1964 per Jordi Pere Cerdà considerada segons Pere Verdaguer un estudi de la condició social de la dona al Capcir al mateix temps que un estudi psicològic profund. Va ser traduïda al francès el 2004 (Quatre femmes et le soleil), i va rebre el Premi Crítica Serra d'Or de Teatre el 1991.
L'obra fou estrenada al Teatre Romea (Barcelona) el 10 d’octubre del 1964 (2 funcions) i reestrenada al mateix teatre el 18 de febrer de 1990 (28 funcions) sota la direcció de Ramon Simó i Vinyes i escenografia de Jean-Pierre Vergier, obrint un període de reconeixement públic de l’autor. En aquella versió les actrius varen ser Julieta Serrano (Vicenta), Maite Brik (Matilde), Anna Güell (Bepa) i Francesca Piñón (Adriana) i van compar amb la col·laboració de Magda Puyo com ajudant de direcció. El 2005 fou representada al Teatre El Jardí de Figueres sota direcció d'Ivette Vigatà i el patrocini de l'Institut del Teatre i l'Ajuntament de Perpinyà.

## Argument
Es tracta de la història profundament arrelada en la realitat rural de la Cerdanya i en l'herència popular (tot i que l'autor no la considera un drama rural) de quatre dones que lluiten per un sol home, i que cadascuna d'elles intenta desfer la implacable dominació sexual, social, cultural que marca llurs destins en un món sense déu i sense sol.